# Bandeira de Tchukotka
A bandeira de Tchukotka é um dos símbolos oficiais do distrito autônomo de Tchukotka, uma subdivisão da Federação da Rússia. Foi aprovada em 28 de dezembro de 1994.

## Descrição
Seu desenho consiste em um retângulo azul com proporção largura-comprimento de 2:3. No lado do mastro está a base de um triângulo branco equilátero e um dos vértices na linha horizontal central da bandeira. No centro do triângulo branco há um círculo em ouro no qual está inserida uma bandeira da Rússia.

## Simbolismo
Os símbolos presentes no pavilhão de Tchukotka representam: 
- Triângulo: representa o formato da península de Tchukotka, onde está o território da Região Autônoma de Tchukotka;
- A cor banca: o Ártico e a neve;
- A cor azul: os oceanos que banham a península de Tchukotka - o Ártico e no Pacífico;
- O anel ao redor do logótipo da bandeira nacional russa e da sua cor amarela simboliza o fato de que esta região, por ser a localizada mais a leste no território russo, é onde o sol nasce primeiro. É sobre a península que um novo dia começa, assim como yarar — instrumento musical dos povos indígenas tchuktchis que vivem no norte do distrito autônomo;
- A cor amarela simboliza também um anel de ouro, pois a indústria do ouro é a principal do distrito autônomo.

As cores da bandeira seguem o padrão da maioria dos países do leste europeu, de algumas bandeiras de outras subdivisões russas, assim como a própria bandeira da Rússia, ou seja, usam as cores pan-eslavas que são o vermelho, o branco e o azul.